# Апор, Петер
Барон Петер Апор (венг. Péter Apor, 3 июня 1676, Ковасна, Трансильвания — 22 сентября 1752, там же) — венгерский историк, прозаик, поэт и мемуарист.

## Биография
Трансильванский аристократ. Рано осиротел. Обучался с 1686 году в Коложваре, затем продолжил его в Венгерском католическом университете в Нагишомбате. Окончил Будапештский университет, где в 1695 году стал доктором гуманитарных наук, а в 1696 году — доктором права . Вернулся в Трансильванию и стал верным сторонником Габсбургов, посвятил свою жизнь общественным делам.
В 1699 году император Леопольд I назначил его графом (főispán) графства Кюкюллё (высшая административная должность в венгерском графстве). Во время Восстания Ракоци понёс серьёзные материальные потери. В 1704 Году бежал в Брашов, после в Валахию.
В 1706 году вернулся и присоединился к восстанию куруцей. В 1707 году был схвачен и находился под стражей 2 года. Позже был оправдан, освобожден и назначен королевским судьей Харомшека . В 1713 году ему было пожаловано графство.
Спасаясь от эпидемии бежал в молдавский Галац и провел там несколько лет. В 1744 году был назначен на правительственную должность в Вене в качестве «главного придворного консультанта» и получил от короля Карла VI золотое ожерелье.
Историк. Его главная работа — «Метаморфозы Трансильвании», 1736.

## Избранные сочинения
- Lusus mundi et ejusdem actus Scenicus, prout in humillima familia Aporiana ab exitu quidem ex Scythia non interrupta serie nobilis, sic in reliquis eidem sangvine junctis inclitis familiis, opere et veritate. Anno 1727. Synopsismutationum notabiliorum aetate mea in Transylvania et progressus vitae meae. (См. Altorjai b. Работы Питера Апора, 1863 г., Monumenta Hungariae Historiae, Class II, Volum 11
- Syntagma et syllabus vivorum et mortuorum aetate mea, qui memoriam non fugerunt. Azaz: Az élőknek és holtaknak, kik életemben hatvanhat esztendeig voltanak, összeszedése és száma, valakik eszembe jutottanak. Syntagma et syllabus mortuorum ante aetatem meam. Azaz: A születésem előtt, 1676